# Edeltraud Lentsch
Edeltraud Lentsch (* 9. März 1947 in Deutschkreutz, Burgenland) ist eine österreichische Politikerin und ehemalige Abgeordnete der Österreichischen Volkspartei (ÖVP) im Nationalrat.

## Leben
Nach dem Schulbesuch in Deutschkreutz und am Theresianum Eisenstadt arbeitete sie von 1964 bis 1968 beim Finanzamt Eisenstadt und nebenberuflich in der Kulturpolitik. Von 1991 bis 1993 war sie Geschäftsführerin des „Club Burgenland“ und sie war als Präsidentin des Kulturvereins „Pro Burgenland“ tätig.
Lentsch wurde 1991 zur burgenländischen Landesleiterin der Österreichischen Frauenbewegung (ÖFB), einer Teilorganisation der ÖVP, gewählt und 1998 stellvertretende ÖFB-Bundesleiterin unter dem Vorsitz von Maria Rauch-Kallat.
Von 1994 bis 1996, während der Amtszeit der Bundesregierung Vranitzky IV, und von 2000 bis 2008, während der Bundesregierungen Schüssel I,  Schüssel II und Gusenbauer, war sie Abgeordnete im österreichischen Nationalrat.
Im April 2013 wurde sie zur burgenländische Landesleiterin des ÖVP-nahen Vereins „Katastrophenhilfe Österreichischer Frauen“ (KÖF) bestellt.

## Auszeichnungen
- 2008: Großes Silbernes Ehrenzeichen für Verdienste um die Republik Österreich[2]